# Braggs
Braggs és un poble dels Estats Units a l'estat d'Oklahoma. Segons el cens del 2000 tenia 301 habitants.

## Demografia
Segons el cens del 2000, Braggs tenia 301 habitants, 123 habitatges, i 86 famílies. La densitat de població era de 352,2 habitants per km².
Dels 123 habitatges en un 32,5% hi vivien nens de menys de 18 anys, en un 45,5% hi vivien parelles casades, en un 14,6% dones solteres, i en un 29,3% no eren unitats familiars. En el 26,8% dels habitatges hi vivien persones soles el 13% de les quals corresponia a persones de 65 anys o més que vivien soles. El nombre mitjà de persones vivint en cada habitatge era de 2,45 i el nombre mitjà de persones que vivien en cada família era de 2,92.
Per edats la població es repartia de la següent manera: un 27,6% tenia menys de 18 anys, un 9% entre 18 i 24, un 27,2% entre 25 i 44, un 23,6% de 45 a 60 i un 12,6% 65 anys o més.
L'edat mediana era de 37 anys. Per cada 100 dones de 18 o més anys hi havia 91,2 homes.
La renda mediana per habitatge era de 21.750 $ i la renda mediana per família de 22.500 $. Els homes tenien una renda mediana de 20.938 $ mentre que les dones 20.938 $. La renda per capita de la població era d'11.396 $. Entorn del 23,5% de les famílies i el 31,7% de la població estaven per davall del llindar de pobresa.

## Poblacions més properes
El següent diagrama mostra les poblacions més properes.